# Transports en commun de Libourne
Calibus, anciennement Libus, est le réseau de transport en commun de la Communauté d'agglomération du Libournais qui dessert, entre autres, la commune de Libourne. Ce réseau est géré, sur la ville centre, par la Société des Transports Libournais (Transdev) depuis le début.

## Historique
La ville de Libourne, après avoir rendu gratuit l'usage du réseau pour les moins de 18 ans depuis le 1er janvier 2009, a généralisé cette gratuité des transports en commun à l'ensemble de ses habitants à compter du 28 août 2010. Puis, à la suite de la création de la communauté d'agglomération, cette gratuité du réseau sur la ville centre s'est étendue à tous les habitants de l'intercommunalité. Pour en bénéficier, ils doivent se procurer une carte gratuite sur justification de domicile, .
Le 2 septembre 2019, le réseau est totalement repensé afin de desservir désormais toute l'agglomération du Libournais. La gratuité est maintenue sur le réseau urbain, et étendue à l'ensemble des lignes non-urbaines ainsi qu'au Transport à la demande.
En mai 2021, la Coutradette, navette desservant le centre-ville de Coutras est mise en service.
Le 29 avril 2024, le réseau régulier se voit prolongé vers des communes jusqu'alors desservies uniquement en TAD, Saint-Ciers-d'Abzac ou Lalande-de-Pomerol, ainsi que vers des communes extérieures à la Communauté d'Agglomération, Galgon et Saint-Emilion. Pour cela, une convention de délégation a été établie avec la région Nouvelle Aquitaine, Autorité organisatrice dans les deux communes en question.

Logos du réseau
2009 - 2013
2013 - 2019
2019

## Lignes du réseau
La refonte 2019 du réseau répartit désormais les lignes en différents groupes 3 :
- Le réseau Calibus
  - 4 lignes urbaines
  - 2 navettes de centre-ville à Libourne et Coutras
  - 6 lignes non-urbaines
- Le réseau à la demande Calibus+
  - 5 lignes de transport de proximité
  - un service de transport à la demande PMR/seniors
- Les lignes scolaires : elles ne font pas partie à proprement parler du réseau Calibus mais sont gérées par son AOT.

### Réseau principal Calibus

#### Lignes urbaines
Ces lignes ont toutes un arrêt de Libourne comme l'un des terminus & desservent soit Libourne seule, soit Libourne & l'une de ses communes proches.
| Ligne | Caractéristiques                                                                                     | Caractéristiques                                                                                     | Caractéristiques                                                                                     | Caractéristiques                                                                                     | Caractéristiques                                                                                     | Caractéristiques                                                                                     | Caractéristiques                                                                                     | Caractéristiques                                                                                     | Caractéristiques                                                                                     |
| 1     | Libourne — Garderose Hôpital ⥋ Libourne — Centre Ville                                               | Libourne — Garderose Hôpital ⥋ Libourne — Centre Ville                                               | Libourne — Garderose Hôpital ⥋ Libourne — Centre Ville                                               | Libourne — Garderose Hôpital ⥋ Libourne — Centre Ville                                               | Libourne — Garderose Hôpital ⥋ Libourne — Centre Ville                                               | Libourne — Garderose Hôpital ⥋ Libourne — Centre Ville                                               | Libourne — Garderose Hôpital ⥋ Libourne — Centre Ville                                               | Libourne — Garderose Hôpital ⥋ Libourne — Centre Ville                                               | Libourne — Garderose Hôpital ⥋ Libourne — Centre Ville                                               |
| ----- | --- | --- | --- | --- | --- | --- | --- | --- | --- |
| 1     | Ouverture / Fermeture Septembre 2019 / —                                                             | Longueur —                                                                                           | Durée —                                                                                              | Nb. d’arrêts —                                                                                       | Matériel Heuliez-Bus GX337                                                                           | Jours de fonctionnement L, Ma, Me, J, V, S                                                           | Jour / Soir / Nuit / Fêtes O / N / N / N                                                             | Voy. / an —                                                                                          | Exploitant Transdev Urbain Libournais                                                                |
| 1     | Desserte : —                                                                                         | | | | | | | | |
| 1     | Autre :                                                                                              | | | | | | | | |
| 1     | Dernière actualisation : —                                                                           | | | | | | | | |
| 2     | Libourne — Calinésie ⥋ Libourne — Carré                                                              | Libourne — Calinésie ⥋ Libourne — Carré                                                              | Libourne — Calinésie ⥋ Libourne — Carré                                                              | Libourne — Calinésie ⥋ Libourne — Carré                                                              | Libourne — Calinésie ⥋ Libourne — Carré                                                              | Libourne — Calinésie ⥋ Libourne — Carré                                                              | Libourne — Calinésie ⥋ Libourne — Carré                                                              | Libourne — Calinésie ⥋ Libourne — Carré                                                              | Libourne — Calinésie ⥋ Libourne — Carré                                                              |
| 2     | Ouverture / Fermeture Septembre 2019 / —                                                             | Longueur —                                                                                           | Durée —                                                                                              | Nb. d’arrêts —                                                                                       | Matériel Heuliez-Bus GX337                                                                           | Jours de fonctionnement L, Ma, Me, J, V, S                                                           | Jour / Soir / Nuit / Fêtes O / N / N / N                                                             | Voy. / an —                                                                                          | Exploitant Transdev Urbain Libournais                                                                |
| 2     | Desserte : —                                                                                         | | | | | | | | |
| 2     | Autre :                                                                                              | | | | | | | | |
| 2     | Dernière actualisation : —                                                                           | | | | | | | | |
| 3     | Libourne — Carré ⥋ Libourne — Avenue de l'Europe / Lalande-de-Pomerol - Ecole                        | Libourne — Carré ⥋ Libourne — Avenue de l'Europe / Lalande-de-Pomerol - Ecole                        | Libourne — Carré ⥋ Libourne — Avenue de l'Europe / Lalande-de-Pomerol - Ecole                        | Libourne — Carré ⥋ Libourne — Avenue de l'Europe / Lalande-de-Pomerol - Ecole                        | Libourne — Carré ⥋ Libourne — Avenue de l'Europe / Lalande-de-Pomerol - Ecole                        | Libourne — Carré ⥋ Libourne — Avenue de l'Europe / Lalande-de-Pomerol - Ecole                        | Libourne — Carré ⥋ Libourne — Avenue de l'Europe / Lalande-de-Pomerol - Ecole                        | Libourne — Carré ⥋ Libourne — Avenue de l'Europe / Lalande-de-Pomerol - Ecole                        | Libourne — Carré ⥋ Libourne — Avenue de l'Europe / Lalande-de-Pomerol - Ecole                        |
| 3     | Ouverture / Fermeture Septembre 2019 / —                                                             | Longueur —                                                                                           | Durée —                                                                                              | Nb. d’arrêts —                                                                                       | Matériel Mercedez-Benz Citaro K C2 Heuliez-Bus GX137 L                                               | Jours de fonctionnement L, Ma, Me, J, V, S                                                           | Jour / Soir / Nuit / Fêtes O / N / N / O                                                             | Voy. / an —                                                                                          | Exploitant Transdev Urbain Libournais                                                                |
| 3     | Desserte : —                                                                                         | | | | | | | | |
| 3     | Autre :                                                                                              | | | | | | | | |
| 3     | Dernière actualisation : —                                                                           | | | | | | | | |
| 4     | Libourne — Vercors / Saint-Emilion — IME ⥋ Libourne — Calinésie / Saint-Denis-de-Pile - Les Treilles | Libourne — Vercors / Saint-Emilion — IME ⥋ Libourne — Calinésie / Saint-Denis-de-Pile - Les Treilles | Libourne — Vercors / Saint-Emilion — IME ⥋ Libourne — Calinésie / Saint-Denis-de-Pile - Les Treilles | Libourne — Vercors / Saint-Emilion — IME ⥋ Libourne — Calinésie / Saint-Denis-de-Pile - Les Treilles | Libourne — Vercors / Saint-Emilion — IME ⥋ Libourne — Calinésie / Saint-Denis-de-Pile - Les Treilles | Libourne — Vercors / Saint-Emilion — IME ⥋ Libourne — Calinésie / Saint-Denis-de-Pile - Les Treilles | Libourne — Vercors / Saint-Emilion — IME ⥋ Libourne — Calinésie / Saint-Denis-de-Pile - Les Treilles | Libourne — Vercors / Saint-Emilion — IME ⥋ Libourne — Calinésie / Saint-Denis-de-Pile - Les Treilles | Libourne — Vercors / Saint-Emilion — IME ⥋ Libourne — Calinésie / Saint-Denis-de-Pile - Les Treilles |
| 4     | Ouverture / Fermeture Septembre 2019 / —                                                             | Longueur —                                                                                           | Durée —                                                                                              | Nb. d’arrêts —                                                                                       | Matériel Mercedez-Benz Citaro K C2                                                                   | Jours de fonctionnement L, Ma, Me, J, V, S                                                           | Jour / Soir / Nuit / Fêtes O / N / N / N                                                             | Voy. / an —                                                                                          | Exploitant Transdev Urbain Libournais                                                                |
| 4     | Desserte : —                                                                                         | | | | | | | | |
| 4     | Autre : Desserte de Saint-Emilion uniquement en semaine.                                             | | | | | | | | |
| 4     | Dernière actualisation : —                                                                           | | | | | | | | |

#### Ligne estivale
Une ligne de bus circule le dimanche, uniquement en été, pour desservir la plage du lac des Dagueys.
| Ligne | Caractéristiques | Caractéristiques                                    | Caractéristiques                                    | Caractéristiques                                    | Caractéristiques                                    | Caractéristiques                                    | Caractéristiques                                    | Caractéristiques                                    | Caractéristiques                                    |
| Plage | Libourne — Mirande ⥋ Libourne — Collège Les Dagueys | Libourne — Mirande ⥋ Libourne — Collège Les Dagueys | Libourne — Mirande ⥋ Libourne — Collège Les Dagueys | Libourne — Mirande ⥋ Libourne — Collège Les Dagueys | Libourne — Mirande ⥋ Libourne — Collège Les Dagueys | Libourne — Mirande ⥋ Libourne — Collège Les Dagueys | Libourne — Mirande ⥋ Libourne — Collège Les Dagueys | Libourne — Mirande ⥋ Libourne — Collège Les Dagueys | Libourne — Mirande ⥋ Libourne — Collège Les Dagueys |
| ----- | --- | --------------------------------------------------- | --------------------------------------------------- | --------------------------------------------------- | --------------------------------------------------- | --------------------------------------------------- | --------------------------------------------------- | --------------------------------------------------- | --------------------------------------------------- |
| Plage | Ouverture / Fermeture Juillet 2020 / — | Longueur —                                          | Durée —                                             | Nb. d’arrêts —                                      | Matériel Heuliez-Bus GX337                          | Jours de fonctionnement D                           | Jour / Soir / Nuit / Fêtes O / N / N / N            | Voy. / an —                                         | Exploitant Transdev Urbain Libournais               |
| Plage | Desserte : — |                                                     |                                                     |                                                     |                                                     |                                                     |                                                     |                                                     |                                                     |
| Plage | Autre : La ligne circule uniquement le dimanche en été, au rythme de 4 A/R par jour. Un départ plus tardif des Dagueys vers 21h peut s'ajouter en cas de très fortes chaleurs. |                                                     |                                                     |                                                     |                                                     |                                                     |                                                     |                                                     |                                                     |
| Plage | Dernière actualisation : — |                                                     |                                                     |                                                     |                                                     |                                                     |                                                     |                                                     |                                                     |

#### Navettes
Ces lignes de navettes (électriques pour la Bastidette) réalisent une boucle dans les centres-villes de Libourne et Coutras.
| Ligne       | Caractéristiques | Caractéristiques                                         | Caractéristiques                                         | Caractéristiques                                         | Caractéristiques                                         | Caractéristiques                                         | Caractéristiques                                         | Caractéristiques                                         | Caractéristiques                                         |
| Bastidette  | La Bastidette | La Bastidette                                            | La Bastidette                                            | La Bastidette                                            | La Bastidette                                            | La Bastidette                                            | La Bastidette                                            | La Bastidette                                            | La Bastidette                                            |

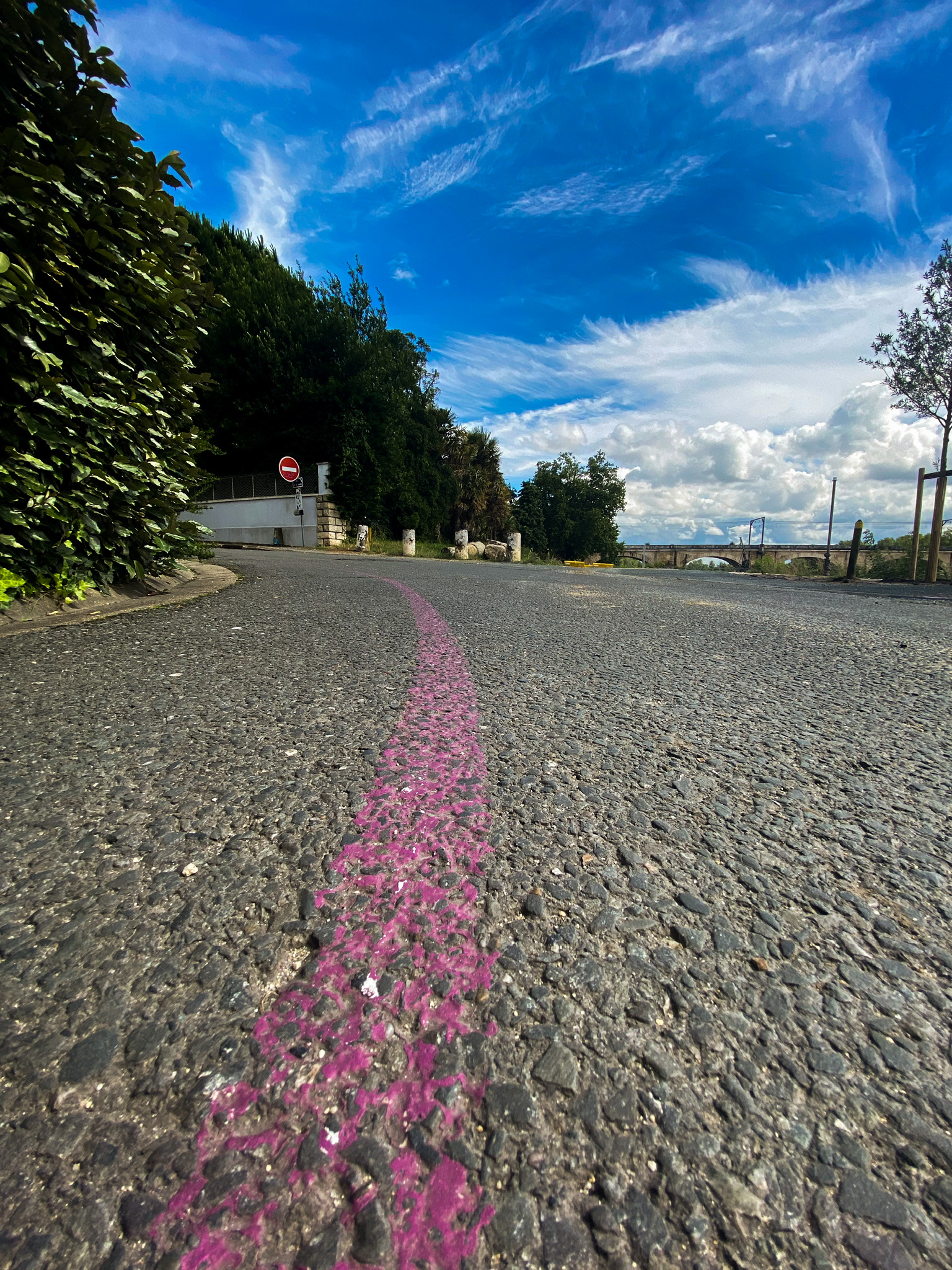
Ligne tracée le long du trajet de la Bastidette

Logo de la Bastidette

| Bastidette  | (Circulaire) Libourne — Montaudon ⥋ Libourne — Montaudon | (Circulaire) Libourne — Montaudon ⥋ Libourne — Montaudon | (Circulaire) Libourne — Montaudon ⥋ Libourne — Montaudon | (Circulaire) Libourne — Montaudon ⥋ Libourne — Montaudon | (Circulaire) Libourne — Montaudon ⥋ Libourne — Montaudon | (Circulaire) Libourne — Montaudon ⥋ Libourne — Montaudon | (Circulaire) Libourne — Montaudon ⥋ Libourne — Montaudon | (Circulaire) Libourne — Montaudon ⥋ Libourne — Montaudon | (Circulaire) Libourne — Montaudon ⥋ Libourne — Montaudon |
| ----------- | --- | -------------------------------------------------------- | -------------------------------------------------------- | -------------------------------------------------------- | -------------------------------------------------------- | -------------------------------------------------------- | -------------------------------------------------------- | -------------------------------------------------------- | -------------------------------------------------------- |
| Bastidette  | Ouverture / Fermeture — / — | Longueur —                                               | Durée 23 min                                             | Nb. d’arrêts 9                                           | Matériel Bolloré Bluebus 6                               | Jours de fonctionnement L, Ma, Me, J, V, S               | Jour / Soir / Nuit / Fêtes O / N / N / N                 | Voy. / an —                                              | Exploitant Transdev Urbain Libournais                    |
| Bastidette  | Desserte : Montaudon - Rue de la Somme - Quais de la Roquette - Massias - Merché Descente - Chanzy - Michelet - Max Linder - Marché Montée - Montaudon - Communes : Libourne - Principaux arrêts desservis : Libourne - Montaudon • Marché • Résidence Michelet • Max Linder • Marché Victor Hugo • Libourne - Montaudon |                                                          |                                                          |                                                          |                                                          |                                                          |                                                          |                                                          |                                                          |
| Bastidette  | Autre : Cette ligne est la seule exploitée en véhicules électriques. Une ligne rose est peinte au sol le long de son itinéraire. |                                                          |                                                          |                                                          |                                                          |                                                          |                                                          |                                                          |                                                          |
| Bastidette  | Dernière actualisation : — |                                                          |                                                          |                                                          |                                                          |                                                          |                                                          |                                                          |                                                          |
| Coutradette | La Coutradette | La Coutradette                                           | La Coutradette                                           | La Coutradette                                           | La Coutradette                                           | La Coutradette                                           | La Coutradette                                           | La Coutradette                                           | La Coutradette                                           |
| Coutradette | (Circulaire) Coutras — Gare ⥋ (Circulaire) Coutras — Gare |                                                          |                                                          |                                                          |                                                          |                                                          |                                                          |                                                          |                                                          |
| Coutradette | Ouverture / Fermeture — / — | Longueur —                                               | Durée 30 min                                             | Nb. d’arrêts 12                                          | Matériel Mercedet-Benz Sprinter City 65                  | Jours de fonctionnement L, Ma, Me, J, V, S               | Jour / Soir / Nuit / Fêtes O / N / N / N                 | Voy. / an —                                              | Exploitant Transdev Urbain Libournais                    |
| Coutradette | Desserte : Gare de Coutras - Henri Dunant - Drouet - Eglise - Gare de Coutras - Communes : Coutras - Principaux arrêts desservis : Gare de Coutras - Henri Dunant - Drouet - Eglise - Gare de Coutras |                                                          |                                                          |                                                          |                                                          |                                                          |                                                          |                                                          |                                                          |
| Coutradette | Autre : Une ligne bleue est peinte au sol le long de son itinéraire. |                                                          |                                                          |                                                          |                                                          |                                                          |                                                          |                                                          |                                                          |
| Coutradette | Dernière actualisation : — |                                                          |                                                          |                                                          |                                                          |                                                          |                                                          |                                                          |                                                          |

#### Lignes non-urbaines
Ces lignes ont toutes pour terminus l'arrêt Libourne - Gares (gare routière) et desservent l'agglomération jusqu'à une de ses communes limitrophes.
| Ligne | Caractéristiques | Caractéristiques                                           | Caractéristiques                                           | Caractéristiques                                           | Caractéristiques                                           | Caractéristiques                                           | Caractéristiques                                           | Caractéristiques                                           | Caractéristiques                                           |
| 5     | Izon / Saint-Sulpice-et-Cameyrac — Gare ⥋ Libourne — Gares | Izon / Saint-Sulpice-et-Cameyrac — Gare ⥋ Libourne — Gares | Izon / Saint-Sulpice-et-Cameyrac — Gare ⥋ Libourne — Gares | Izon / Saint-Sulpice-et-Cameyrac — Gare ⥋ Libourne — Gares | Izon / Saint-Sulpice-et-Cameyrac — Gare ⥋ Libourne — Gares | Izon / Saint-Sulpice-et-Cameyrac — Gare ⥋ Libourne — Gares | Izon / Saint-Sulpice-et-Cameyrac — Gare ⥋ Libourne — Gares | Izon / Saint-Sulpice-et-Cameyrac — Gare ⥋ Libourne — Gares | Izon / Saint-Sulpice-et-Cameyrac — Gare ⥋ Libourne — Gares |
| ----- | --- | ---------------------------------------------------------- | ---------------------------------------------------------- | ---------------------------------------------------------- | ---------------------------------------------------------- | ---------------------------------------------------------- | ---------------------------------------------------------- | ---------------------------------------------------------- | ---------------------------------------------------------- |
| 5     | Ouverture / Fermeture 2 septembre 2019 / — | Longueur —                                                 | Durée —                                                    | Nb. d’arrêts —                                             | Matériel Iveco Crossway LE                                 | Jours de fonctionnement L, Ma, Me, J, V, S                 | Jour / Soir / Nuit / Fêtes O / N / N / N                   | Voy. / an —                                                | Exploitant Citram Aquitaine                                |
| 5     | Desserte : Communes desservies: Izon, Vayres, Arveyres, Libourne |                                                            |                                                            |                                                            |                                                            |                                                            |                                                            |                                                            |                                                            |
| 5     | Autre : |                                                            |                                                            |                                                            |                                                            |                                                            |                                                            |                                                            |                                                            |
| 5     | Dernière actualisation : — |                                                            |                                                            |                                                            |                                                            |                                                            |                                                            |                                                            |                                                            |
| 6     | Moulon — Mairie ⥋ Libourne — Gares | Moulon — Mairie ⥋ Libourne — Gares                         | Moulon — Mairie ⥋ Libourne — Gares                         | Moulon — Mairie ⥋ Libourne — Gares                         | Moulon — Mairie ⥋ Libourne — Gares                         | Moulon — Mairie ⥋ Libourne — Gares                         | Moulon — Mairie ⥋ Libourne — Gares                         | Moulon — Mairie ⥋ Libourne — Gares                         | Moulon — Mairie ⥋ Libourne — Gares                         |
| 6     | Ouverture / Fermeture 2 septembre 2019 / — | Longueur —                                                 | Durée —                                                    | Nb. d’arrêts —                                             | Matériel Iveco Crossway LE                                 | Jours de fonctionnement L, Ma, Me, J, V, S                 | Jour / Soir / Nuit / Fêtes O / N / N / N                   | Voy. / an —                                                | Exploitant Citram Aquitaine                                |
| 6     | Desserte : Communes desservies: Moulon, Génissac, Libourne |                                                            |                                                            |                                                            |                                                            |                                                            |                                                            |                                                            |                                                            |
| 6     | Autre : |                                                            |                                                            |                                                            |                                                            |                                                            |                                                            |                                                            |                                                            |
| 6     | Dernière actualisation : — |                                                            |                                                            |                                                            |                                                            |                                                            |                                                            |                                                            |                                                            |
| 7     | Saint-Quentin-de-Baron — Mairie ⥋ Libourne — Gares | Saint-Quentin-de-Baron — Mairie ⥋ Libourne — Gares         | Saint-Quentin-de-Baron — Mairie ⥋ Libourne — Gares         | Saint-Quentin-de-Baron — Mairie ⥋ Libourne — Gares         | Saint-Quentin-de-Baron — Mairie ⥋ Libourne — Gares         | Saint-Quentin-de-Baron — Mairie ⥋ Libourne — Gares         | Saint-Quentin-de-Baron — Mairie ⥋ Libourne — Gares         | Saint-Quentin-de-Baron — Mairie ⥋ Libourne — Gares         | Saint-Quentin-de-Baron — Mairie ⥋ Libourne — Gares         |
| 7     | Ouverture / Fermeture 2 septembre 2019 / — | Longueur —                                                 | Durée —                                                    | Nb. d’arrêts —                                             | Matériel Iveco Crossway LE                                 | Jours de fonctionnement L, Ma, Me, J, V, S                 | Jour / Soir / Nuit / Fêtes O / N / N / O                   | Voy. / an —                                                | Exploitant Citram Aquitaine                                |
| 7     | Desserte : Communes desservies: Saint-Quentin-et-Baron, Nérigean, Saint-Germain-du-Puch, Arveyres, Libourne                                                                                |                                                            |                                                            |                                                            |                                                            |                                                            |                                                            |                                                            |                                                            |
| 7     | Autre : |                                                            |                                                            |                                                            |                                                            |                                                            |                                                            |                                                            |                                                            |
| 7     | Dernière actualisation : — |                                                            |                                                            |                                                            |                                                            |                                                            |                                                            |                                                            |                                                            |
| 8     | Coutras — Troquereau ⥋ Libourne — Gares | Coutras — Troquereau ⥋ Libourne — Gares                    | Coutras — Troquereau ⥋ Libourne — Gares                    | Coutras — Troquereau ⥋ Libourne — Gares                    | Coutras — Troquereau ⥋ Libourne — Gares                    | Coutras — Troquereau ⥋ Libourne — Gares                    | Coutras — Troquereau ⥋ Libourne — Gares                    | Coutras — Troquereau ⥋ Libourne — Gares                    | Coutras — Troquereau ⥋ Libourne — Gares                    |
| 8     | Ouverture / Fermeture 2 septembre 2019 / — | Longueur —                                                 | Durée —                                                    | Nb. d’arrêts —                                             | Matériel Scania Interlink LD Ethanol Iveco Crossway LE     | Jours de fonctionnement L, Ma, Me, J, V, S                 | Jour / Soir / Nuit / Fêtes O / N / N / N                   | Voy. / an —                                                | Exploitant Citram Aquitaine                                |
| 8     | Desserte : Communes desservies: Coutras, Guîtres, Sablons, Saint-Denis-de-Pile, Les Billaux, Libourne                                                                                      |                                                            |                                                            |                                                            |                                                            |                                                            |                                                            |                                                            |                                                            |
| 8     | Autre : Cette ligne est la seule desservie par des bus alimentés au bioéthanol E95. Celui-ci est produit à partir du marc de raisin local par une entreprise de Coutras.                   |                                                            |                                                            |                                                            |                                                            |                                                            |                                                            |                                                            |                                                            |
| 8     | Dernière actualisation : — |                                                            |                                                            |                                                            |                                                            |                                                            |                                                            |                                                            |                                                            |
| 9     | Saint-Sauveur-de-Puynormand — Mairie ⥋ Libourne — Gares | Saint-Sauveur-de-Puynormand — Mairie ⥋ Libourne — Gares    | Saint-Sauveur-de-Puynormand — Mairie ⥋ Libourne — Gares    | Saint-Sauveur-de-Puynormand — Mairie ⥋ Libourne — Gares    | Saint-Sauveur-de-Puynormand — Mairie ⥋ Libourne — Gares    | Saint-Sauveur-de-Puynormand — Mairie ⥋ Libourne — Gares    | Saint-Sauveur-de-Puynormand — Mairie ⥋ Libourne — Gares    | Saint-Sauveur-de-Puynormand — Mairie ⥋ Libourne — Gares    | Saint-Sauveur-de-Puynormand — Mairie ⥋ Libourne — Gares    |
| 9     | Ouverture / Fermeture 2 septembre 2019 / — | Longueur —                                                 | Durée —                                                    | Nb. d’arrêts —                                             | Matériel Iveco Crossway LE                                 | Jours de fonctionnement L, Ma, Me, J, V, S                 | Jour / Soir / Nuit / Fêtes O / N / N / N                   | Voy. / an —                                                | Exploitant Citram Aquitaine                                |
| 9     | Desserte : Communes desservies: Puynormand, Gours, Saint-Seurin-sur-l'Isle, Camps-sur-l'Isle, Saint-Médard-de-Guizières, Abzac, Saint-Denis-de-Pile, Lalande-de-Pomerol, Pomerol, Libourne |                                                            |                                                            |                                                            |                                                            |                                                            |                                                            |                                                            |                                                            |
| 9     | Autre : |                                                            |                                                            |                                                            |                                                            |                                                            |                                                            |                                                            |                                                            |
| 9     | Dernière actualisation : — |                                                            |                                                            |                                                            |                                                            |                                                            |                                                            |                                                            |                                                            |
| 10    | Saint-Ciers-d'Abzac — Mairie ⥋ Libourne — Gares | Saint-Ciers-d'Abzac — Mairie ⥋ Libourne — Gares            | Saint-Ciers-d'Abzac — Mairie ⥋ Libourne — Gares            | Saint-Ciers-d'Abzac — Mairie ⥋ Libourne — Gares            | Saint-Ciers-d'Abzac — Mairie ⥋ Libourne — Gares            | Saint-Ciers-d'Abzac — Mairie ⥋ Libourne — Gares            | Saint-Ciers-d'Abzac — Mairie ⥋ Libourne — Gares            | Saint-Ciers-d'Abzac — Mairie ⥋ Libourne — Gares            | Saint-Ciers-d'Abzac — Mairie ⥋ Libourne — Gares            |
| 10    | Ouverture / Fermeture 29 avril 2024 / — | Longueur —                                                 | Durée —                                                    | Nb. d’arrêts —                                             | Matériel Iveco Crossway LE                                 | Jours de fonctionnement L, Ma, Me, J, V, S                 | Jour / Soir / Nuit / Fêtes O / N / N / N                   | Voy. / an —                                                | Exploitant Citram Aquitaine                                |
| 10    | Desserte : Communes desservies: Saint-Ciers-d'Abzac, Galgon, Libourne |                                                            |                                                            |                                                            |                                                            |                                                            |                                                            |                                                            |                                                            |
| 10    | Autre : |                                                            |                                                            |                                                            |                                                            |                                                            |                                                            |                                                            |                                                            |
| 10    | Dernière actualisation : — |                                                            |                                                            |                                                            |                                                            |                                                            |                                                            |                                                            |                                                            |

### Réseau de transport à la demande Calibus+

#### Lignes de transport de proximité
Ces lignes de transport à la demande desservent des zones rurales de l'agglomération afin de rabattre leur usage vers des lignes du réseau principal.

Au préalable, une inscription donnant lieu à la délivrance d'une carte puis une réservation sont nécessaires.
| Ligne | Caractéristiques | Caractéristiques | Caractéristiques | Caractéristiques | Caractéristiques | Caractéristiques | Caractéristiques | Caractéristiques | Caractéristiques |
| A     | Dardenac / Espiet / Daignac / Tizac-de-Curton / Cadarsac / Génissac ⥋ Génissac - Mairie / Arveyres - Bourg / Vayres - Gare                                                   | Dardenac / Espiet / Daignac / Tizac-de-Curton / Cadarsac / Génissac ⥋ Génissac - Mairie / Arveyres - Bourg / Vayres - Gare                        | Dardenac / Espiet / Daignac / Tizac-de-Curton / Cadarsac / Génissac ⥋ Génissac - Mairie / Arveyres - Bourg / Vayres - Gare                        | Dardenac / Espiet / Daignac / Tizac-de-Curton / Cadarsac / Génissac ⥋ Génissac - Mairie / Arveyres - Bourg / Vayres - Gare                        | Dardenac / Espiet / Daignac / Tizac-de-Curton / Cadarsac / Génissac ⥋ Génissac - Mairie / Arveyres - Bourg / Vayres - Gare                        | Dardenac / Espiet / Daignac / Tizac-de-Curton / Cadarsac / Génissac ⥋ Génissac - Mairie / Arveyres - Bourg / Vayres - Gare                        | Dardenac / Espiet / Daignac / Tizac-de-Curton / Cadarsac / Génissac ⥋ Génissac - Mairie / Arveyres - Bourg / Vayres - Gare                        | Dardenac / Espiet / Daignac / Tizac-de-Curton / Cadarsac / Génissac ⥋ Génissac - Mairie / Arveyres - Bourg / Vayres - Gare                        | Dardenac / Espiet / Daignac / Tizac-de-Curton / Cadarsac / Génissac ⥋ Génissac - Mairie / Arveyres - Bourg / Vayres - Gare                        |
| ----- | --- | --- | --- | --- | --- | --- | --- | --- | --- |
| A     | Ouverture / Fermeture — / — | Longueur — | Durée — | Nb. d’arrêts — | Matériel Minibus | Jours de fonctionnement L, Ma, Me, J, V, S | Jour / Soir / Nuit / Fêtes O / N / N / N | Voy. / an — | Dépôt — |
| A     | Desserte : Transports rejoints - Bus Calibus : ligne 5 à Arveyre & Vayres, ligne 6 à Moulon & Génissac, Ligne 7 à Arveyres - TER Nouvelle-Aquitaine : gare de Vayres         | | | | | | | | |
| A     | Autre : | | | | | | | | |
| A     | Dernière actualisation : — | | | | | | | | |
| B     | Tizac-de-Lapouyade / Lapouyade / Maransin / Saint-Ciers-d'Abzac / Saint-Martin-du-Bois / Savignac-de-l'Isle ⥋ Saint-Denis-de-Pile - Gare & Mairie                            | Tizac-de-Lapouyade / Lapouyade / Maransin / Saint-Ciers-d'Abzac / Saint-Martin-du-Bois / Savignac-de-l'Isle ⥋ Saint-Denis-de-Pile - Gare & Mairie | Tizac-de-Lapouyade / Lapouyade / Maransin / Saint-Ciers-d'Abzac / Saint-Martin-du-Bois / Savignac-de-l'Isle ⥋ Saint-Denis-de-Pile - Gare & Mairie | Tizac-de-Lapouyade / Lapouyade / Maransin / Saint-Ciers-d'Abzac / Saint-Martin-du-Bois / Savignac-de-l'Isle ⥋ Saint-Denis-de-Pile - Gare & Mairie | Tizac-de-Lapouyade / Lapouyade / Maransin / Saint-Ciers-d'Abzac / Saint-Martin-du-Bois / Savignac-de-l'Isle ⥋ Saint-Denis-de-Pile - Gare & Mairie | Tizac-de-Lapouyade / Lapouyade / Maransin / Saint-Ciers-d'Abzac / Saint-Martin-du-Bois / Savignac-de-l'Isle ⥋ Saint-Denis-de-Pile - Gare & Mairie | Tizac-de-Lapouyade / Lapouyade / Maransin / Saint-Ciers-d'Abzac / Saint-Martin-du-Bois / Savignac-de-l'Isle ⥋ Saint-Denis-de-Pile - Gare & Mairie | Tizac-de-Lapouyade / Lapouyade / Maransin / Saint-Ciers-d'Abzac / Saint-Martin-du-Bois / Savignac-de-l'Isle ⥋ Saint-Denis-de-Pile - Gare & Mairie | Tizac-de-Lapouyade / Lapouyade / Maransin / Saint-Ciers-d'Abzac / Saint-Martin-du-Bois / Savignac-de-l'Isle ⥋ Saint-Denis-de-Pile - Gare & Mairie |
| B     | Ouverture / Fermeture — / — | Longueur — | Durée — | Nb. d’arrêts — | Matériel Minibus | Jours de fonctionnement L, Ma, Me, J, V, S | Jour / Soir / Nuit / Fêtes O / N / N / N | Voy. / an — | Dépôt — |
| B     | Desserte : Transports rejoints - Bus Calibus : lignes 4 & 8 à Saint-Denis-de-Pile - TER Nouvelle-Aquitaine : gare de Saint-Denis-de-Pile                                     | | | | | | | | |
| B     | Autre : | | | | | | | | |
| B     | Dernière actualisation : — | | | | | | | | |
| C     | Lagorce / Bayas / Saint-Martin-de-Laye / Bonzac ⥋ Guîtres - Bourg / Saint-Denis-de-Pile - Gare & Mairie                                                                      | Lagorce / Bayas / Saint-Martin-de-Laye / Bonzac ⥋ Guîtres - Bourg / Saint-Denis-de-Pile - Gare & Mairie                                           | Lagorce / Bayas / Saint-Martin-de-Laye / Bonzac ⥋ Guîtres - Bourg / Saint-Denis-de-Pile - Gare & Mairie                                           | Lagorce / Bayas / Saint-Martin-de-Laye / Bonzac ⥋ Guîtres - Bourg / Saint-Denis-de-Pile - Gare & Mairie                                           | Lagorce / Bayas / Saint-Martin-de-Laye / Bonzac ⥋ Guîtres - Bourg / Saint-Denis-de-Pile - Gare & Mairie                                           | Lagorce / Bayas / Saint-Martin-de-Laye / Bonzac ⥋ Guîtres - Bourg / Saint-Denis-de-Pile - Gare & Mairie                                           | Lagorce / Bayas / Saint-Martin-de-Laye / Bonzac ⥋ Guîtres - Bourg / Saint-Denis-de-Pile - Gare & Mairie                                           | Lagorce / Bayas / Saint-Martin-de-Laye / Bonzac ⥋ Guîtres - Bourg / Saint-Denis-de-Pile - Gare & Mairie                                           | Lagorce / Bayas / Saint-Martin-de-Laye / Bonzac ⥋ Guîtres - Bourg / Saint-Denis-de-Pile - Gare & Mairie                                           |
| C     | Ouverture / Fermeture — / — | Longueur — | Durée — | Nb. d’arrêts — | Matériel Minibus | Jours de fonctionnement L, Ma, Me, J, V, S | Jour / Soir / Nuit / Fêtes O / N / N / N | Voy. / an — | Exploitant — |
| C     | Desserte : Transports rejoints - Bus Calibus : ligne 4 à Saint-Denis-de-Pile, ligne 8 à Guîtres & Saint-Denis-de-Pile - TER Nouvelle-Aquitaine : gare de Saint-Denis-de-Pile | | | | | | | | |
| C     | Autre : | | | | | | | | |
| C     | Dernière actualisation : — | | | | | | | | |
| D     | Les Peintures / Chamadelle / Les Églisottes-et-Chalaures ⥋ Coutras - Richelieu / Eglise / Gare                                                                               | Les Peintures / Chamadelle / Les Églisottes-et-Chalaures ⥋ Coutras - Richelieu / Eglise / Gare                                                    | Les Peintures / Chamadelle / Les Églisottes-et-Chalaures ⥋ Coutras - Richelieu / Eglise / Gare                                                    | Les Peintures / Chamadelle / Les Églisottes-et-Chalaures ⥋ Coutras - Richelieu / Eglise / Gare                                                    | Les Peintures / Chamadelle / Les Églisottes-et-Chalaures ⥋ Coutras - Richelieu / Eglise / Gare                                                    | Les Peintures / Chamadelle / Les Églisottes-et-Chalaures ⥋ Coutras - Richelieu / Eglise / Gare                                                    | Les Peintures / Chamadelle / Les Églisottes-et-Chalaures ⥋ Coutras - Richelieu / Eglise / Gare                                                    | Les Peintures / Chamadelle / Les Églisottes-et-Chalaures ⥋ Coutras - Richelieu / Eglise / Gare                                                    | Les Peintures / Chamadelle / Les Églisottes-et-Chalaures ⥋ Coutras - Richelieu / Eglise / Gare                                                    |
| D     | Ouverture / Fermeture — / — | Longueur — | Durée — | Nb. d’arrêts — | Matériel Minibus | Jours de fonctionnement L, Ma, Me, J, V, S | Jour / Soir / Nuit / Fêtes O / N / N / N | Voy. / an — | Dépôt — |
| D     | Desserte : Transports rejoints - Bus Calibus : ligne 8 à Coutras - TER Nouvelle-Aquitaine : gare de Coutras                                                                  | | | | | | | | |
| D     | Autre : | | | | | | | | |
| D     | Dernière actualisation : — | | | | | | | | |
| E     | Saint-Christophe-de-Double / Le Fieu / Porchères / Saint-Antoine-sur-l'Isle ⥋ Saint-Seurin-sur-l'Isle - Gare                                                                 | Saint-Christophe-de-Double / Le Fieu / Porchères / Saint-Antoine-sur-l'Isle ⥋ Saint-Seurin-sur-l'Isle - Gare                                      | Saint-Christophe-de-Double / Le Fieu / Porchères / Saint-Antoine-sur-l'Isle ⥋ Saint-Seurin-sur-l'Isle - Gare                                      | Saint-Christophe-de-Double / Le Fieu / Porchères / Saint-Antoine-sur-l'Isle ⥋ Saint-Seurin-sur-l'Isle - Gare                                      | Saint-Christophe-de-Double / Le Fieu / Porchères / Saint-Antoine-sur-l'Isle ⥋ Saint-Seurin-sur-l'Isle - Gare                                      | Saint-Christophe-de-Double / Le Fieu / Porchères / Saint-Antoine-sur-l'Isle ⥋ Saint-Seurin-sur-l'Isle - Gare                                      | Saint-Christophe-de-Double / Le Fieu / Porchères / Saint-Antoine-sur-l'Isle ⥋ Saint-Seurin-sur-l'Isle - Gare                                      | Saint-Christophe-de-Double / Le Fieu / Porchères / Saint-Antoine-sur-l'Isle ⥋ Saint-Seurin-sur-l'Isle - Gare                                      | Saint-Christophe-de-Double / Le Fieu / Porchères / Saint-Antoine-sur-l'Isle ⥋ Saint-Seurin-sur-l'Isle - Gare                                      |
| E     | Ouverture / Fermeture — / — | Longueur — | Durée — | Nb. d’arrêts — | Matériel Minibus | Jours de fonctionnement L, Ma, Me, J, V, S | Jour / Soir / Nuit / Fêtes O / N / N / N | Voy. / an — | Dépôt — |
| E     | Desserte : Transports rejoints - Bus Calibus : ligne 9 à Saint-Seurin-sur-l'Isle - TER Nouvelle-Aquitaine : gare de Saint-Seurin-sur-l'Isle                                  | | | | | | | | |
| E     | Autre : | | | | | | | | |
| E     | Dernière actualisation : — | | | | | | | | |

#### Service de transport à la demande PMR/Seniors
Ce service fonctionne sur le même principe que les lignes de proximité (inscription + réservations) & est réservé à l'un des cas suivants:
- personne à mobilité réduite
- senior de + de 75 ans
- personne en perte d'autonomie momentanée ou permanente

Deux particularités cependant :
1. Le service fonctionne toute l'année (hors 1er mai) y compris les dimanches.
2. Ce service est le seul payant du réseau : 2€ par voyage (1 accompagnateur gratuit autorisé)

### Réseau scolaire
Les transports scolaires sont répartis par secteur puis par niveau scolaire (école élémentaire ou collège/lycée).
- Le secteur A couvre le nord-ouest de l'agglomération.
- Le secteur B couvre le nord-est de l'agglomération.
- Le secteur C couvre le sud de l'agglomération.
- Le secteur D couvre le centre de l'agglomération.

## Lignes TransGironde de la CALI
Le 1er janvier 2016, quatre lignes TransGironde ont été transférées à la communauté d'agglomération afin de respecter le périmètre de compétence de cette dernière, sans pour autant être intégrées au réseau Calibus :
- Ligne 311 : Libourne ↔ Montguyon
- Ligne 312 : Libourne ↔ Montpon-Ménestérol
- Ligne 318 : Libourne ↔ Saint-Germain-du-Puch
- Ligne 319 : Libourne ↔ Lapouyade

Après la refonte 2019 du réseau Calibus, ces lignes disparaissent & sont compensées par des lignes Calibus pour la partie intra-agglomération du trajet :
| Ancienne ligne TransGironde | Nouvelle(s) ligne(s) Calibus |
| --------------------------- | ---------------------------- |
| 311                         | 8, C                         |
| 312                         | 9                            |
| 318                         | 6, 7, A                      |
| 319                         | 4, 8, B                      |

## Parc de véhicules

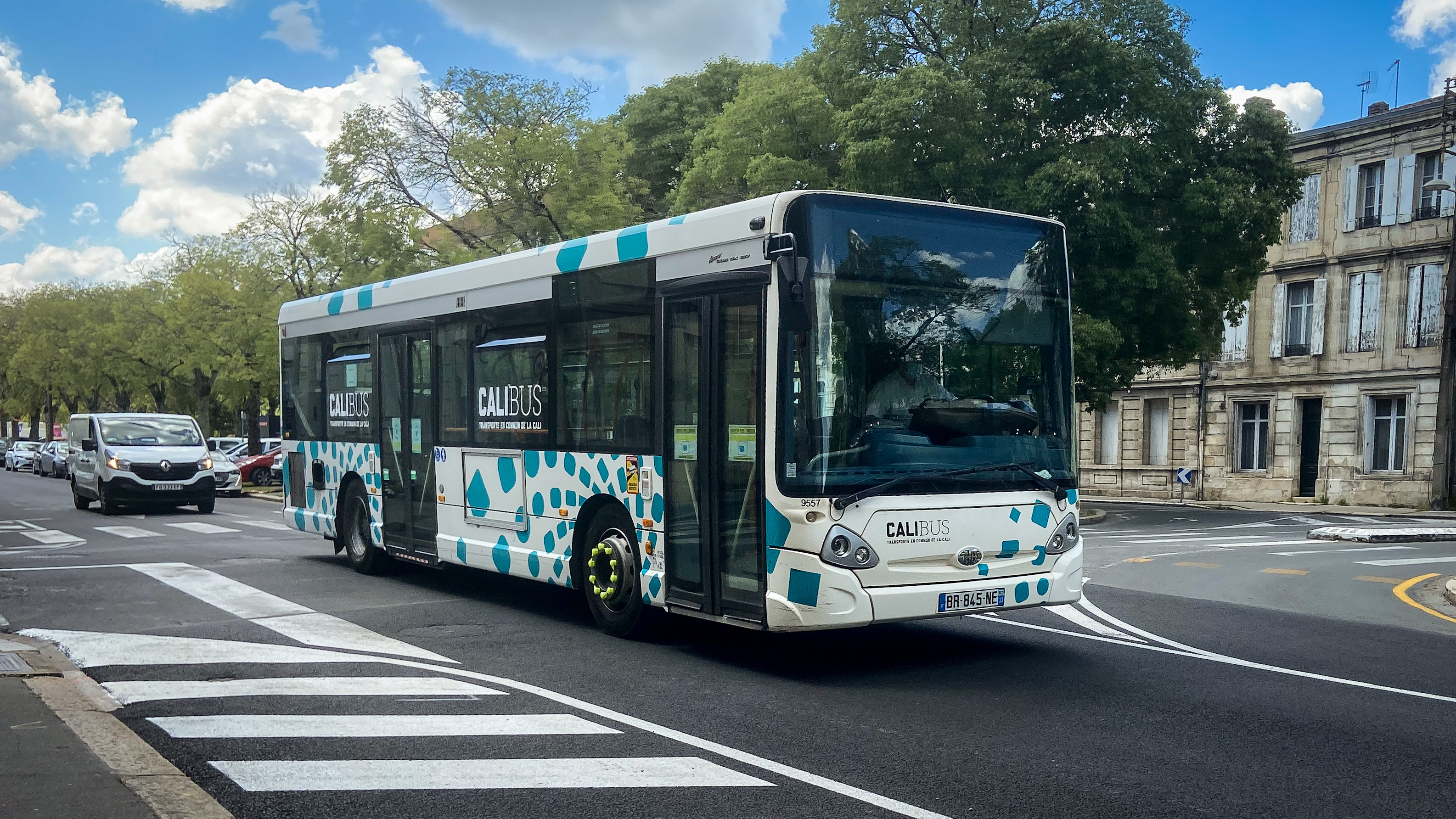
GX127L appartenant au réseau Calibus

Ces bus appartiennent principalement à la CALI mais sont exploités par des sous-traitants (Citram Aquitaine, Transdev Urbain Libournais). Ils circulent cependant avec la livrée standard, midibus et minibus du réseau, hors véhicules affectés à la Bastidette ainsi qu'à la Coutradette.

### Bus standards
| Constructeur | Modèle                    | Nombre | Numéros de parc | Période de mise en service     | Affectation          | Exploitant                 | Observation                       |
| ------------ | ------------------------- | ------ | --------------- | ------------------------------ | -------------------- | -------------------------- | --------------------------------- |
| Heuliez Bus  | GX 337                    | 5      | 9512-9516       | Décembre 2019                  | Lignes 1, 2          | Transdev Urbain Libournais |                                   |
| Irisbus      | Crossway                  | 2      | 6745            | Juin 2012                      | Réserve              | Citram Aquitaine           |                                   |
| Iveco Bus    | Crossway LE Line          | 5      | 5000-5005       | Septembre 2019 - Novembre 2022 | Lignes 5, 6, 7, 8, 9 | Citram Aquitaine           |                                   |
| Scania       | Citywide LE Suburban 12 m | 1      | 1700            | Octobre 2019                   | Ligne 8              | Citram Aquitaine           |                                   |
| Setra        | S 415 NF                  | 1      | 0015            | Décembre 2012                  | Réserve              | Transdev Urbain Libournais | Acheté d'occasion en février 2020 |

### Midibus
| Constructeur  | Modèle      | Nombre | Numéros de parc | Période de mise en service | Affectation   | Exploitant                 | Observation |
| ------------- | ----------- | ------ | --------------- | -------------------------- | ------------- | -------------------------- | ----------- |
| Mercedes-Benz | Citaro K C2 | 4      | 9566-9569       | Janvier 2024               | Lignes 3 et 4 | Transdev Urbain Libournais |             |
| Heuliez Bus   | GX 127 L    | 2      | 9553-9554       | juillet 2011               | Réserve       | Transdev Urbain Libournais |             |
| Heuliez Bus   | GX137 L     | 1      | 9565            | Décembre 2019              | Ligne 3       | Transdev Urbain Libournais |             |

### Minibus
| Constructeur  | Modèle           | Nombre | Numéros de parc | Période de mise en service | Affectation    | Exploitant                 | Observation                        |
| ------------- | ---------------- | ------ | --------------- | -------------------------- | -------------- | -------------------------- | ---------------------------------- |
| Bolloré       | Bluebus 22       | 2      | 3300-3301       | Septembre 2019             | La Bastidette  | Transdev Urbain Libournais | Bastidette 100% Electrique         |
| Mercedes-Benz | Sprinter City 65 | 2      | 8602-8603       | Octobre 2011 - Mai 2022    | La Coutradette | Transdev Urbain Libournais | Livrée "La Coutradette"            |
| Vehixel       | Cytios 2/18      | 1      | 8010            | Août 2008                  | Réserve        | Transdev Urbain Libournais | Véhicule acquis d'occasion en 2021 |

### Dépôt
Dans le cadre de la nouvelle DSP 2019, Transdev Urbain Libournais a construit un nouveau dépôt à Saint-Denis-De-Pile, ZA Frappe 2. Ce dernier est situé au 11 Rue Gustave Eiffel, les véhicules urbains thermiques ainsi que certains autocars y sont remisés, le reste du parc étant remisé au dépôt Transdev Citram Aquitaine de Libourne.

## Information aux Voyageurs

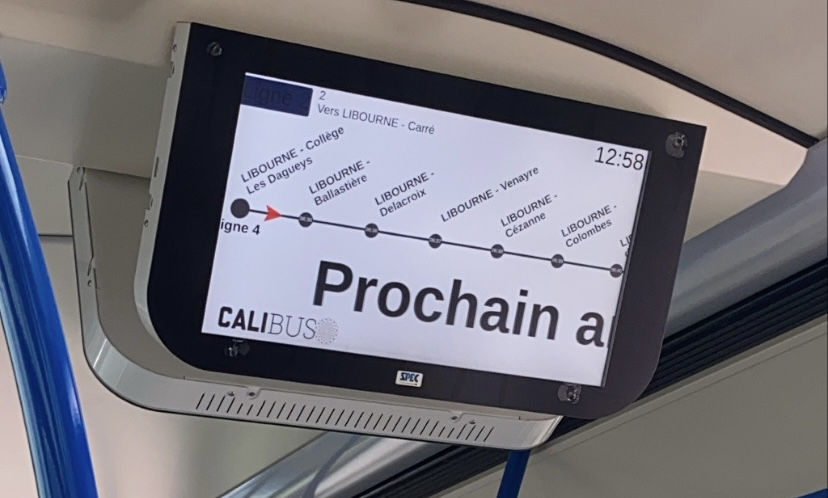
Ecran TFT à bord d'un véhicule

Avant la refonte 2019, l'ensemble des véhicules étaient équipés d'un SIV (Système d'information voyageurs) du constructeur Hanover Displays qui informait les voyageurs à bord des véhicules sur les prochains arrêts via un bandeau lumineux, écran TFT et annonces sonores. Il a intégralement été remplacé en été 2019 au profit d'un SAEIV ( Système d'aide à l'exploitation et à l'information voyageur) du constructeur Avignonnais SPEC, permettant comme son nom l'indique pour l'exploitant de localiser des véhicules et de suivre leur exploitation, et à informer les voyageurs à l’intérieur du bus (Sur le réseau Calibus, ce sont des écrans TFT et un système d'annonces sonores annonçant le prochain arrêt et de temps en temps la destination du bus), ainsi qu'à l'extérieur du bus (Sur ce réseau, c'est via une application mobile disponible sur IOS et Android que les informations tels que les prochains passages, itinéraires... sont données).